# Mount Healthy (Ohio)
Pour les articles homonymes, voir Mount Healthy.
Mount Healthy est une ville américaine située dans le comté de Hamilton, dans l'Ohio. Selon le recensement de 2010, sa population est de 6 098 habitants.

## Personnalités liées à Mount Healthy
- Diyral Briggs
- Alice Cary
- Phoebe Cary
- William Davis Gallagher
- Dummy Hoy
- David Montgomery
- Elizabeth Nourse
- Suzanne Farrell